# Dendropanax elongatus
Dendropanax elongatus är en araliaväxtart som beskrevs av Britton. Dendropanax elongatus ingår i släktet Dendropanax och familjen Araliaceae. Inga underarter finns listade.